# Susi
Susi er en dansk tegnefilmserie i seks afsnit fra 1973 med instruktion og manuskript af Hans-Henrik Ley.
Susi er tre år, og Susi er hovedpersonen i seks små film for de yngste filmslugere. Alle 6 episoder er tegnefilm, som i en meget enkel streg fortæller om hverdagen for Susi, der opfører sig, som man nu gør, når man er en pige på tre år. Og Susi stiller mange spørgsmål, der fint besvares. Samtidig er filmene en gennemgang af vore sanser, og de blander således på bedste måde små historier med pædagogisk formidling.

## Afsnit
| #                                                            | Titel                | Første sendedag |
| ------------------------------------------------------------ | -------------------- | --------------- |
| 1                                                            | "Susi - at se"       |                 |
| Susi er tre år. Synet anskueliggøres ved hjælp af tegnefilm. |                      |                 |
| 2                                                            | "Susi - at høre"     |                 |
| Hvad er det Susi hører...                                    |                      |                 |
| 3                                                            | "Susi - at lugte"    |                 |
| Susi tegner, men glemmer næsen...                            |                      |                 |
| 4                                                            | "Susi - at smage"    |                 |
| Susi putter sukker i munden, så en citron...                 |                      |                 |
| 5                                                            | "Susi - at føle"     |                 |
| Med hænderne og fingrene kan Susi føle på alting.            |                      |                 |
| 6                                                            | "Susis lille verden" |                 |